# Sinjë
Sinjë là một xã trong quận Berat thuộc hạt Berat, Albania. Dân số năm 2005 là 5078 người.